# Eurystheus
Eurystheus (altgriechisch Εὐρυσθεύς Eurystheús) ist in der griechischen Mythologie ein König von Mykene und Tiryns. Er war der Sohn des Sthenelos und der Nikippe und ein Enkel des Helden Perseus. Er heiratete Antimache, die Tochter des Amphidamas, und zeugte mit ihr die Tochter Admete und die sechs Söhne Alexandros, Iphimedon, Eurybios, Mentor, Perimedes und Eurypylos. Eurystheus war vor allem für die zwölf Aufgaben bekannt, die er Herakles auftrug. Herakles und er erhoben beide Anspruch auf den Thron von Mykene.

## Herrschaft über Mykene
Herakles’ Mutter Alkmene stammte, wie Eurystheus’ Vater Sthenelos, von Perseus ab. Vor Herakles’ Geburt erklärte Zeus, dass der erstgeborene Nachfahr aus dem Geschlecht von Perseus dessen Königreich erhalten solle. Hera veranlasste daraufhin die Göttin Eileithyia, die Geburt des Herakles’ hinauszuzögern, und sorgte dafür, dass Eurystheus schon nach sieben Monaten geboren wurde. Eurystheus erhielt deshalb den Thron von Mykene. Doch Herakles hielt sich selbst immer für den rechtmäßigen König.

## Die zwölf Arbeiten
Nachdem Herakles im Wahnsinn seine eigenen Kinder getötet hatte, fragte er das Orakel von Delphi, wie er sich entsühnen könne. Die Pythia wies ihn an, nach Mykene zu gehen und dort zwölf Jahre Eurystheus zu dienen und zehn Arbeiten zu verrichten. Danach würde er Unsterblichkeit erlangen. Doch aus den zehn Aufgaben wurden zwölf, da Eurystheus zwei nicht anerkannte.

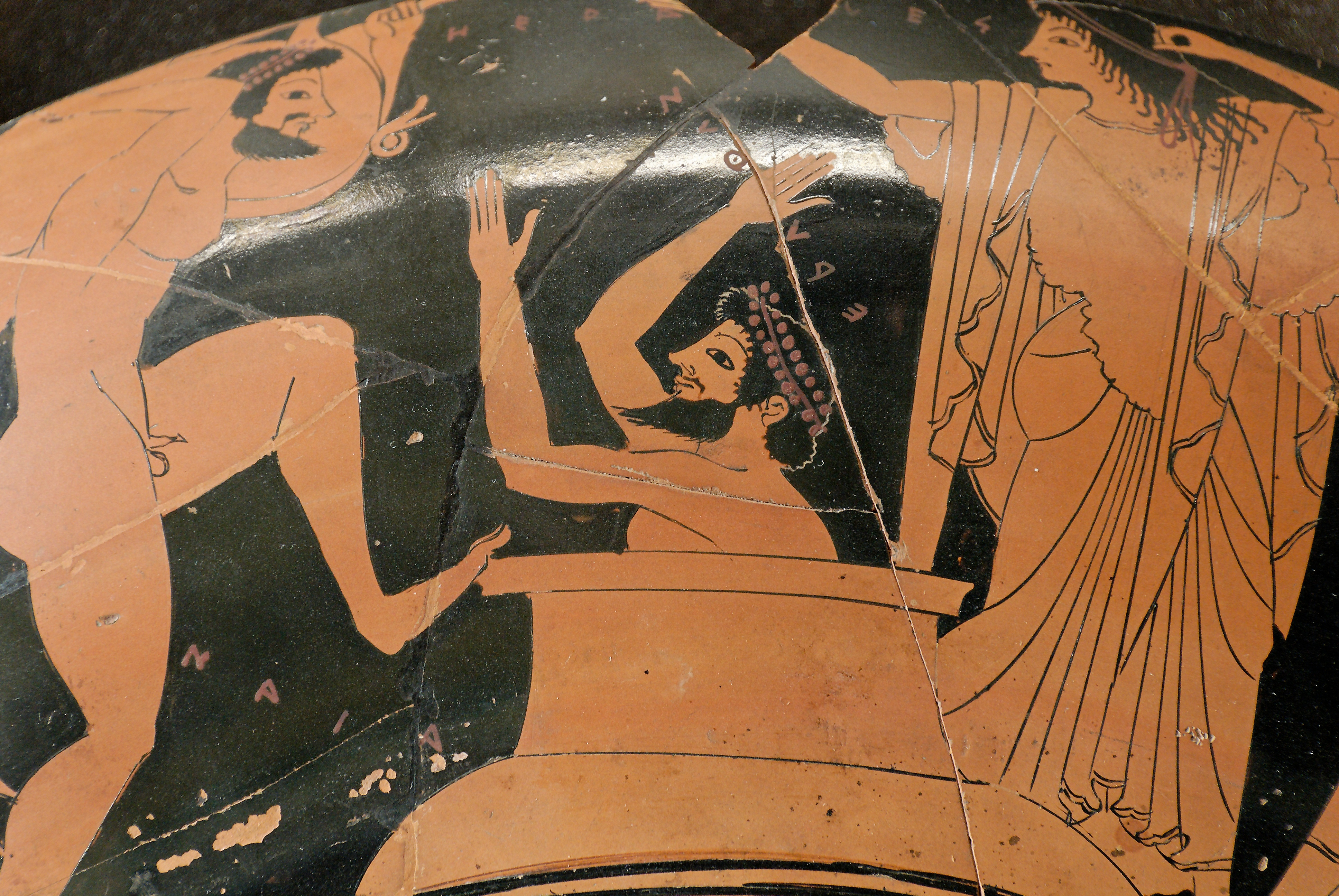
Eurystheus versteckt sich in einem Eisentopf, als Herakles ihm den Erymantischen Eber bringt. Seite A der rotfigurigen Kylix von Oltos, ca. 510 v. Chr., Louvre

Die erste Aufgabe war der Kampf mit dem Nemeischen Löwen. Fortan trug Herakles das Fell des Tiers als Panzer. Eurystheus hatte so viel Angst vor Herakles, dass er sich in einem Eisentopf versteckte und von nun an nur noch über den Herold Kopreus die Aufgaben an Herakles weitergab. Seine zweite Aufgabe war die Tötung der Hydra. Herakles nahm bei dieser Aufgabe seinen Neffen Iolaos mit, der für ihn den Wagen steuerte. Als Eurystheus erfuhr, dass Herakles nicht allein war, erklärte er die Lösung der Aufgabe als ungültig; damit zählte sie nicht zu den zehn Aufgaben.
Da Herakles offensichtlich die schrecklichsten Ungeheuer bezwingen konnte, ersann Eurystheus für die dritte Aufgabe, dass Herakles für ihn die Kerynitische Hirschkuh fangen sollte. Diese Hirschkuh war aber der Mondgöttin Artemis geweiht. Herakles konnte nur dann die Erlaubnis der Göttin erhalten, die Hirschkuh mitzunehmen, wenn er sie der Göttin wieder zurückbringen würde. Eurystheus jedoch plante, die Kerynitis für sich in seiner Menagerie zu halten. Um sowohl die Aufgabe als auch das Versprechen gegenüber der Göttin zu halten, verlangte Herakles, dass Eurystheus persönlich die Hirschkuh in Empfang nehmen müsse. Als der König jedoch gerade Kerynitis nehmen wollte, ließ Herakles sie los, sodass sie zurück zur Göttin fliehen konnte. Herakles konnte sich dadurch herausreden, dass der König nicht schnell genug war.
Als vierte Aufgabe musste Herakles den Erymantischen Eber fangen. Als Herakles mit dem Tier zurückkam, fürchtete Eurystheus sich so sehr, dass er sich abermals im Topf versteckte. Herakles fünfte Aufgabe war es, den Rinderstall des Augias zu säubern. Eurystheus hoffte, dass Herakles sich so schmutzig machen werde, dass er sein Ansehen bei den Leuten verlieren werde. Herakles jedoch leitete kurzerhand einen Fluss um und säuberte den Stall schnell und unbefleckt. Auch die Lösung dieser Aufgabe ließ Eurystheus nicht gelten, da Herakles für die Säuberung des Stalls Lohn genommen hatte. Die sechste Aufgabe war, die Stymphalischen Vögel zu vertreiben, die siebente Aufgabe, den Stier von Kreta zu fangen. Eurystheus ließ den Stier später jedoch wieder frei, so dass er weiterhin viel Unheil in Griechenland anrichtete.
Die achte Aufgabe war, die Rosse des Diomedes zu stehlen. Eurystheus warnte Herakles jedoch nicht davor, dass die Tiere Menschen fressen. Nachdem Herakles die Bestien gebracht hatte, weihte Eurystheus sie Hera und setzt sie in Argos frei. Deren Nachkommen sollen später Alexander dem Großen gedient haben. Auf Wunsch seiner Tochter Admete verlangte Eurystheus von Herakles das Wehrgehänge der Amazonenkönigin Hippolyte als neunte Aufgabe. Die zehnte Aufgabe war der Raub der Rinder von Geryon. Da Eurystheus zwei der Aufgaben nicht anerkannte, legte er Herakles noch zwei weitere auf, die elfte, den Raub der Äpfel der Hesperiden, und die zwölfte Aufgabe, den Wachhund des Hades, Kerberos, zu bringen. Nachdem Herakles alle Aufgaben erledigt hatte, entließ ihn Eurystheus aus seinem Dienste und Herakles kehrte nach Theben zurück.

## Tod des Eurystheus
Nach Herakles’ Tod begab sich Eurystheus nach Trachis und forderte von Keyx die Herausgabe der Kinder des Herakles. Die Herakleiden flohen nach Athen zu Demophon und Eurystheus griff die Stadt an. Die Athener erhielten ein Orakel, dass sie den Kampf gewinnen würden, wenn sie ein Kind des Herakles opfern würden. So wurde die Tochter Makaria getötet und Eurystheus wurde vernichtend geschlagen und seine Söhne getötet. Eurystheus, der mit einem Wagen floh, wurde bei den Skironischen Felsen von Iolaos eingeholt, getötet und enthauptet. Das Haupt brachte man Alkmene, der Mutter des Herakles, die mit einem Messer die Augen ausstach. Nach anderer Lesart war es Alkmene selbst, die Eurystheus tötete. In Gargettos wurde der Körper bestattet und der Kopf an der Quelle, die nach der Tochter des Herakles Makaria genannt wurde. Dieser Ort, der im attischen Demos Trikorythos lag, wurde von nun an Eurystheus’ Haupt (Εὐρυσθέως κεφαλαί) genannt.